# 克納斯維爾鎮區 (北卡羅萊納州福賽斯縣)
克納斯維爾鎮區（英語：Kernersville Township）是位於美國北卡羅萊納州福賽斯縣的一個鎮區。

## 地方資料
克納斯維爾鎮區的面積為80.70平方千米，皆為陸地。根據2020年美國人口普查的數據，當地共有人口31393人，而人口密度為每平方千米389.01人。